# 佑浩寺
佑浩寺（ゆうこうじ）は、東京都港区にある真宗大谷派の寺院。

## 前史
当寺がある場所には、かつて存明寺という寺があった。存明寺は1647年（正保4年）に開山された寺で、元々は武蔵国豊島郡桜田（現在の警視庁附近）に位置していたことから、山号が「桜田山」となっている。1927年（昭和2年）に東京府北多摩郡千歳村烏山（現・東京都世田谷区北烏山）の烏山寺町に移転した。

## 歴史
1948年 (昭和23年)に開山された。存明寺移転後の旧所在地には「存明寺麻布説教所」が置かれていた。第二次世界大戦の激化で一時疎開していたが、戦後なって新たに説教所から寺に昇格することになった。
2002年 (平成14年)、鉄筋コンクリート造のビルに建て直した。

## 交通アクセス
- 広尾駅より徒歩5分。